# Samuel Shipman
Pour les articles homonymes, voir Shipman (homonymie).
Samuel Shipman (25 décembre 1881 - 9 février 1937) est un dramaturge américain.

## Biographie
Né en Autriche à l'époque de l'empire austro-hongrois, sa famille émigre en 1884 à New York,.
Il fait ses débuts à Broadway en 1907 où ses pièces de théâtre sont montées. Elles le seront encore, même après son décès. Ses œuvres théâtrales principales ont été adaptées pour le cinéma.

## Œuvres théâtrales
- The Spell (du 16 septembre au 29 septembre 1907)
- The Spell (du 11 mai au 16 mai 1908)
- Elevating a Husband (du 22 janvier à mai 1912)
- Children of Today (décembre 1913)
- Friendly Enemies (du 22 juillet 1918 au août 1919)
- East is West (du 25 décembre 1918 à  août 1920)
- The Woman in Room 13 (du 14 janvier 1919 au juin 1919)
- First is Last (de 17 septembre 1919 au novembre 1919)
- The se of China (du 25 novembre 1919 au janvier 1920)
- Crooked Gamblers (du 31 juillet 1920 au octobre 1920)
- The Unwritten Chapter (de 11 octobre au novembre 1920)
- Nature's Nobleman (du 14 novembre 1921 au juin 1922)
- Lawful Larceny (du 2 janvier au juin 1922)
- The Crooked Square (du 10 septembre au novembre 1923)
- Cheaper to Marry (du 15 avril au juin 1924)
- No More Women (août 1926)
- Crime (de 22 février à août 1927)
- That French Lady (du 15 mars à avril 1927)
- Creoles (du 22 septembre au 16 octobre 1927)
- Trapped (du 11 septembre au 30 septembre 1928)
- Fast Life (du 26 septembre au octobre 1928)
- Scarlet Pages (du 9 septembre au novembre 1929)
- She Means Business (du 26 janvier au février 1931)
- Alley Cat (septembre 1934)
- A Lady Detained (janvier 1935)
- Behind Red Lights (août 1937)
- Louisiana Lady (du 2 au 14 juin 1947)

## Cinéma
Scénariste
- 1920 : The Woman in Room 13 de Frank Lloyd
- 1922 : East Is West de Sidney Franklin
- 1923 : La Gueuse (Lawful Larceny) d'Allan Dwan
- 1925 : Friendly Enemies de George Melford
- 1924 : Cheaper to Marry de Robert Z. Leonard
- 1925 : A Slave of Fashion de Hobart Henley
- 1929 : Fast Life de John Francis Dillon
- 1930 : Lawful Larceny (en) de Lowell Sherman
- 1930 : Scarlet Pages de  Ray Enright
- 1930 : The Pay-Off de Lowell Sherman, d’après le scénario de Crime
- 1930 : East Is West de Monta Bell
- 1930 : Oriente y Occidente de George Melford et Baltasar Ferdinando Cué pour le dialogue, remake de East is West en version espagnole
- 1931 : Manhattan Parade de Lloyd Bacon, d’après le scénario de She Means Business
- 1932 : The Woman in Room 13 de Henry King
- 1934 : George White's Scandals de Thornton Freeland, Harry Lachman et George White
- 1938 : Law of the Underworld de Lew Landers, d’après le scénario de Crime
- 1942 : Friendly Enemies d'Allan Dwan